# كارسفيل
كارسفيل (بالإنجليزية: Carrsville, Kentucky)‏ هي مدينة تقع في مقاطعة ليفينغستون، كنتاكي بولاية كنتاكي في وسط جنوب شرق الولايات المتحدة. تبلغ مساحة هذه المدينة 0.5 (كم²)، وترتفع عن سطح البحر 113 م، بلغ عدد سكانها 64 نسمة في عام 2000 حسب إحصاء مكتب تعداد الولايات المتحدة وتصل الكثافة السكانية فيها 142 نسمة/كم2.

## وصلات خارجية
- The US50 - Cities and Towns in Kentucky State